# Công viên kỷ Jura
Công viên kỷ Jura (tên gốc tiếng Anh: Jurassic Park) là phim điện ảnh phiêu lưu khoa học viễn tưởng của Mỹ năm 1993 do Steven Spielberg đạo diễn và Kathleen Kennedy cùng Gerald R. Molen phụ trách sản xuất. Đây là phần phim đầu tiên của thương hiệu điện ảnh Công viên kỷ Jura, dựa theo nguyên tác tiểu thuyết cùng tên của nhà văn Michael Crichton xuất bản năm 1990, với Crichton và David Koepp đảm nhiệm vai trò biên kịch. Phim lấy bối cảnh tại hòn đảo giả tưởng Isla Nublar nằm ở vùng ven biển Thái Bình Dương thuộc Trung Mỹ, gần Costa Rica, nơi nhà triệu phú John Hammond và một nhóm các nhà di truyền học đã tạo ra một công viên hoang dã gồm nhiều chủng loại khủng long được dòng hóa. Khi hệ thống an ninh và năng lượng của công viên bị vô hiệu hóa, một nhóm những khách tham quan công viên, bao gồm cháu ruột của Hammond, đã phải tìm cách sinh tồn và trốn thoát khỏi hòn đảo nguy hiểm.
Trước khi tiểu thuyết của nhà văn Crichton được xuất bản, bốn hãng phim đã trả giá cho bản quyền chuyển thể điện ảnh. Với sự giúp đỡ của Universal Studios, Spielberg có được bản quyền phim với giá 1,5 triệu USD trước khi quyển sách được ra mắt vào năm 1990; Crichton cũng được thuê với mức lương 500.000 USD để chuyển thể tiểu thuyết lên màn ảnh rộng. Koepp đảm nhiệm phần kịch bản cuối cùng, và phiên bản này đã tỉnh lược nhiều chi tiết bạo lực trong nguyên tác, đồng thời thay đổi nhiều yếu tố về phần nhân vật. Phim được bấm máy tại California và Hawaii vào khoảng từ tháng 8 tới tháng 11 năm 1992, với phần hậu kỳ được kéo dài tới tháng 5 năm 1993, dưới sự giám sát của Spielberg tại Ba Lan khi ông đang trong quá trình thực hiện Bản danh sách của Schindler (1993).
Các loài khủng long được hãng Industrial Light & Magic tạo dựng bằng công nghệ CGI và đồng thời với mô hình khủng long kích thước thực do Stan Winston và đội của anh chuẩn bị. Để khắc họa phần thiết kế âm thanh trong phim, bao gồm sự pha trộn giữa âm thanh của các loài động vật cũng như tiếng gầm của khủng long, Spielberg đã đầu tư vào DTS, một công ty chuyên về các định dạng âm thanh vòm kỹ thuật số. Cùng với chiến dịch quảng bá 65 triệu USD, trong đó bao gồm hợp đồng với 100 công ty khác nhau, Công viên kỷ Jura đã thu về hơn 914 triệu USD toàn cầu trong lần chiếu chính thức, trở thành phim điện ảnh có doanh thu cao nhất năm 1993 và phim điện ảnh có doanh thu cao nhất mọi thời đại tại thời điểm đó, và nắm giữ danh hiệu này trong bốn năm, cho tới khi Titanic (1997) được công chiếu. Công viên kỷ Jura nhận được nhiều ý kiến tích cực từ giới chuyên môn, đề cao phần kỹ xảo hình ảnh, phần nhạc nền của John Williams và chỉ đạo sản xuất của Spielberg. Sau khi được chiếu lại dưới định dạng 3D vào năm 2013 để kỷ niệm 20 ngày ra mắt, Công viên kỷ Jura trở thành phim điện ảnh thứ 17 trong lịch sử cán mốc 1 tỉ USD doanh thu phòng vé.
Công viên kỷ Jura đã giành chiến thắng tổng cộng hơn 20 giải thưởng, bao gồm ba giải Oscar cho các hạng mục kỹ thuật như kỹ xảo hình ảnh và thiết kế âm thanh. Phim cũng được nhớ đến như một bước ngoặt quan trọng trong sự phát triển của công nghệ CGI và kỹ xảo mô hình cơ khí. Vào năm 2018, nó đã được Thư viện Quốc hội Hoa Kỳ chọn để bảo quản trong Cơ quan đăng ký phim quốc gia Hoa Kỳ vì " có ý nghĩa về mặt văn hóa, lịch sử hoặc thẩm mỹ". Các phần phim tiếp theo của phim là Thế giới bị mất: Công viên kỷ Jura (1997) và Công viên kỷ Jura III (2001), Thế giới khủng long (2015), Thế giới khủng long: Vương quốc sụp đổ (2018) và Thế giới khủng long: Lãnh địa (2022).

## Nội dung
Nhờ những tiến bộ trong khoa học, người ta có thể trích xuất DNA của khủng long từ máu mà muỗi đã hút được trong hổ phách, và nhân bản thành công chúng. John Hammond đã mở Công viên kỉ Jura trên Isla Nublar, một hòn đảo gần Costa Rica, với hy vọng đem loài khủng long phổ biến tất cả mọi người và trẻ em. Sau khi một nhân viên bị khủng long sát hại, những nhà đầu tư, đại diện là luật sư Donald Gennaro và tiến sĩ Toán học Ian Malcom, đến tham quan công viên để kiểm tra độ an toàn. Để có thêm tiếng nói và mang tính thuyết phục, John Hammond mời tiến sĩ Alan Grant và tiến sĩ Ellie Sattler, những nhà nghiên cứu về động thực vật thời tiền sử. Trong đoàn tham quan còn có hai người cháu của ông Hammond là Lex và Tim Murphy.
Buổi chiều hết giờ làm việc, tất cả nhân viên đã lên tàu về đất liền, đúng lúc có một cơn bão nhiệt đới sắp tiến vào đảo nên chuyến tham quan vòng quanh công viên đã không diễn ra như dự tính: Các con khủng long không xuất hiện khi được gọi. Một con Triceratops bị ốm, nên tiến sĩ Ellie đã rời khỏi đoàn và khám bệnh cho nó. Cô may mắn thoát nạn.
Dennis Nedry, kĩ sư phần mềm vận hành hệ thống an ninh của công viên, lấy trộm các phôi khủng long để bán lấy tiền. Lấy cớ "bộ nhớ mà Linux cấp phát cho hệ thống quá hạn chế, một vài dịch vụ có thể bị tắt đi", Nedry đã vô hiệu hoá một phần quan trọng hệ thống an ninh. Thật ra phần bộ nhớ bị hạn chế chính là những tiến trình mà gã cài vào cho mục đích xấu đó. Hắn tắt một phần hàng rào điện trong công viên để tẩu thoát. Vì hàng rào điện này đã bị vô hiệu hóa, con khủng long Tyrannosaurus sổng chuồng tấn công đoàn tham quan, lúc này vẫn đang mắc kẹt trong hai chiếc xe vì hết điện. Nó giết chết Gennaro và làm cho Malcom bị thương nặng. Nedry trên đường chuồn khỏi đảo cũng bị một con khủng long Dilophosaurus giết. Chỉ còn tiến sĩ Grant, Lex và Tim may mắn chạy thoát.
Tiến sĩ Sattler, sau khi ở lại khám cho con khủng long bị ốm, đã lên xe về phòng điều khiển trung tâm. Cô và ông Muldoon đi tìm những người sống sót, tuy nhiên chỉ tìm được Malcolm. Do không biết mật khẩu tái kích hoạt hệ thống an ninh, nhóm Hammond phải tắt nguồn toàn bộ công viên. Arnold nhận nhiệm vụ khởi động lại hệ thống điện, nhưng bị khủng long ăn thịt trong nhà kho. Sattler và Muldoon, trên đường đến trạm điện tìm Arnold, bị khủng long Velociraptor tấn công; Muldoon bị giết, nhưng Sattler đã kích hoạt được mạch điện và thoát hiểm.
Sau một đêm trong công viên, Grant đưa Lex và Tim về trung tâm tham quan, còn anh đi tìm những người khác. Hai đứa trẻ bị những con Velociraptor tấn công nhưng đã may mắn trốn thoát, gặp lại Grant và Sattler. Nhờ kĩ năng sử dụng máy vi tính của mình, Lex đã khôi phục toàn bộ hệ thống phần mềm trên đảo. Bốn người lại bị lũ khủng long Velociraptor truy sát một lần nữa, nhưng may mắn trốn thoát nhờ sự xuất hiện bất ngờ của con T-Rex của công viên. Cuối cùng, Hammond, Malcolm, Grant, Sattler, Lex và Tim lên trực thăng rời đảo.

## Diễn viên
- Sam Neill vai Tiến sĩ Alan Grant
- Laura Dern vai Tiến sĩ Ellie Sattler
- Jeff Goldblum vai Tiến sĩ Ian Malcolm
- Richard Attenborough vai John Hammond
- Bob Peck vai Robert Muldoon
- Martin Ferrero vai Donald Gennaro
- B. D. Wong vai Tiến sĩ Henry Wu
- Joseph Mazzello vai Tim Murphy
- Ariana Richards vai Lex Murphy
- Samuel L. Jackson vai Ray Arnold
- Wayne Knight vai Dennis Nedry
- Jerry Molen vai Tiến sĩ Harding
- Miguel Sandoval vai Juanito Rostagno

## Sản xuất

### Phát triển
Ý tưởng ban đầu của nhà văn Michael Crichton là về một học sinh mới tốt nghiệp tìm cách làm hồi sinh các loài khủng long; ông tiếp tục vật lộn với những ý tưởng về khủng long, cho tới khi viết nên cuốn tiểu thuyết Jurassic Park. Trước khi cuốn tiểu thuyết được xuất bản, Steven Spielberg đã biết tới nó vào tháng 10 năm 1989 khi ông và Crichton đang thảo luận về một kịch bản khác, vốn sau đó trở thành phim truyền hình ER. Spielberg cho rằng điều cuốn hút ông chính là việc Công viên kỷ Jura là "một cái nhìn tuyệt vời về cách mà loài khủng long được đưa trở lại thế giới hiện đại", và vượt qua giới hạn của một bộ phim quái vật thông thường.
Trước khi cuốn sách được xuất bản, Crichton yêu cầu một khoản thù lao không đàm phán ở mức 1,5 triệu USD cũng như phần trăm hoa hồng từ doanh thu của phim. Warner Bros. và Tim Burton, Columbia Pictures và Richard Donner, cùng 20th Century Fox và Joe Dante đã trả giá cho bản quyền này, nhưng Universal Studios đã mua được bản quyền phim vào tháng 5 năm 1990 cho Spielberg. Sau khi hoàn thành Hook, Spielberg muốn thực hiện Bản danh sách của Schindler. Chủ tịch của Music Corporation of America (sau nay là công ty mẹ của Universal Pictures) là Sid Sheinberg đã bật đèn xanh cho bộ phim với điều kiện Spielberg phải thực hiện Công viên kỷ Jura trước. Vị đạo diễn sau đó đã công khai rằng, với việc lựa chọn Công viên kỷ Jura, "tôi sẽ chỉ việc cố gắng thực hiện một phần tiếp nối thật tốt cho Hàm cá mập, nhưng là trên đất liền mà thôi."

### Kịch bản

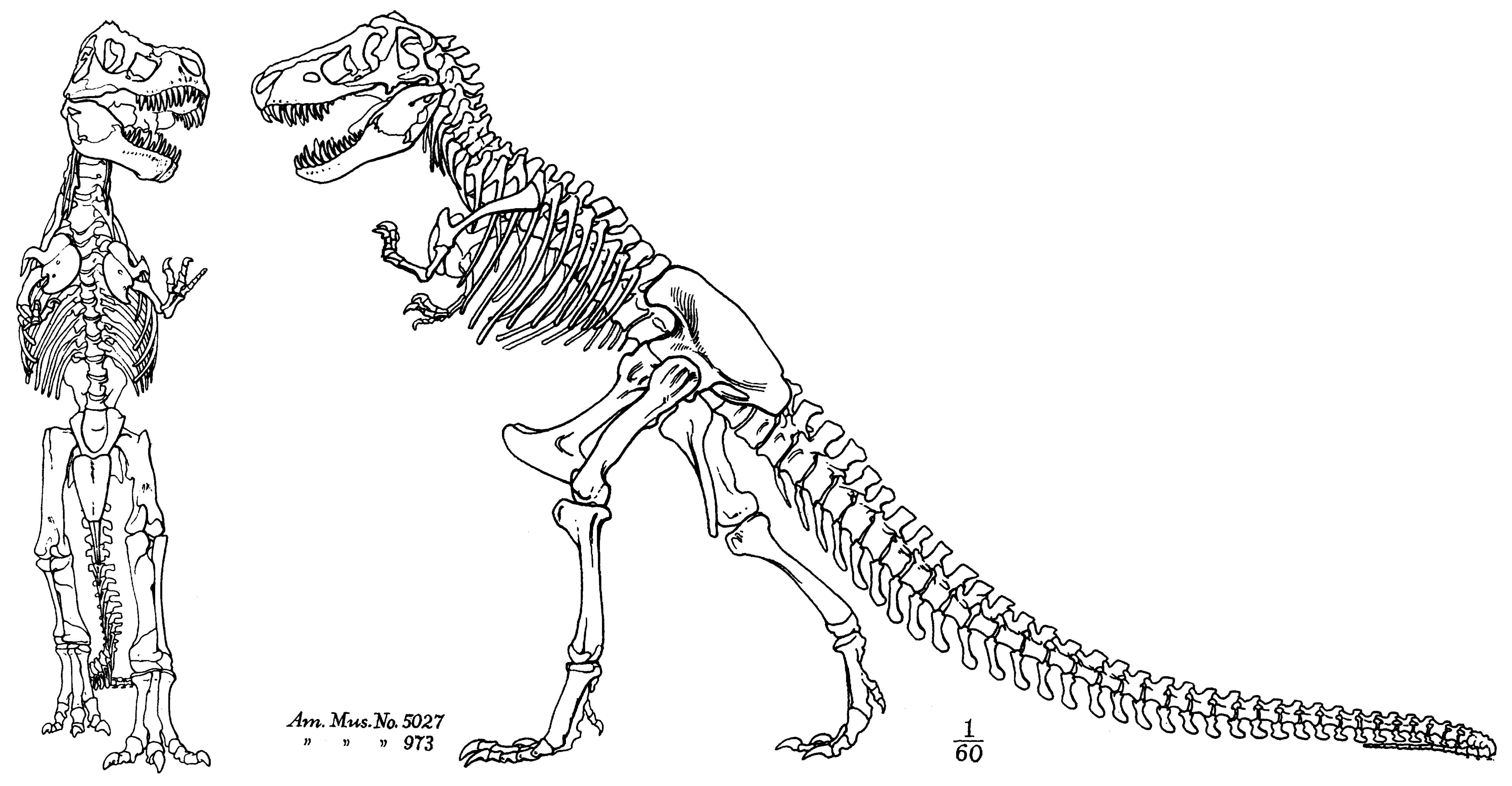
Mô hình khung xương năm 1917 của loài Tyrannosaurus do Henry Fairfield Osborn xuất bản, vốn là nền tảng của hình vẽ bìa tiểu thuyết, và sau đó là biểu trưng của bộ phim

Universal trả Crichton 500.000 USD để chuyển thể cuốn tiểu thuyết của chính ông, và ông đã hoàn thành nó trong thời gian Spielberg đang ghi hình phim Hook. Crichton cho biết vì quyển sách "khá dài" nên phần kịch bản chỉ bao quát được khoảng từ 10 tới 20 phần trăm nội dung gốc; nhiều cảnh quay đã bị hủy vì cả lí do kinh phí lẫn thực tiễn, và dù phần kịch bản gốc bao gồm nhiều cảnh máu me, thì những hình ảnh bạo lực này đã được giảm thiểu. Malia Scotch Marmo sau đó đã dành ra 5 tháng, từ tháng 10 năm 1991, để bắt đầu viết lại phần kịch bản.

### Tuyển diễn viên
William Hurt ban đầu được đề nghị cho vai diễn Tiến sĩ Alan Grant, nhưng ông đã từ chối và không đọc kịch bản. Harrison Ford cũng được đề nghị vào vai diễn này. Sam Neill cuối cùng được chọn vào vai diễn Grant trong khoảng thời gian ba tới bốn tuần trước khi phim được bấm máy. Neill cho biết "mọi thứ diễn ra khá nhanh. Tôi chưa từng đọc cuốn sách, chẳng biết gì về nó, chưa từng nghe qua về nó, và chỉ trong vài tuần nữa thôi tôi sẽ làm việc với Spielberg." Janet Hirshenson, người chịu trách nhiệm tuyển vai cho bộ phim, sau khi đọc xong cuốn sách đã cảm thấy rằng Jeff Goldblum sẽ là lựa chọn đúng đắn cho vai diễn Ian Malcolm. Jim Carrey cũng đã được thử vai cho vai diễn này. Theo Hirshenson, Carrey "cũng thật là kinh khủng, nhưng tôi đã nghĩ rất nhanh rằng chúng ta đều yêu quý Jeff."

### Quay phim

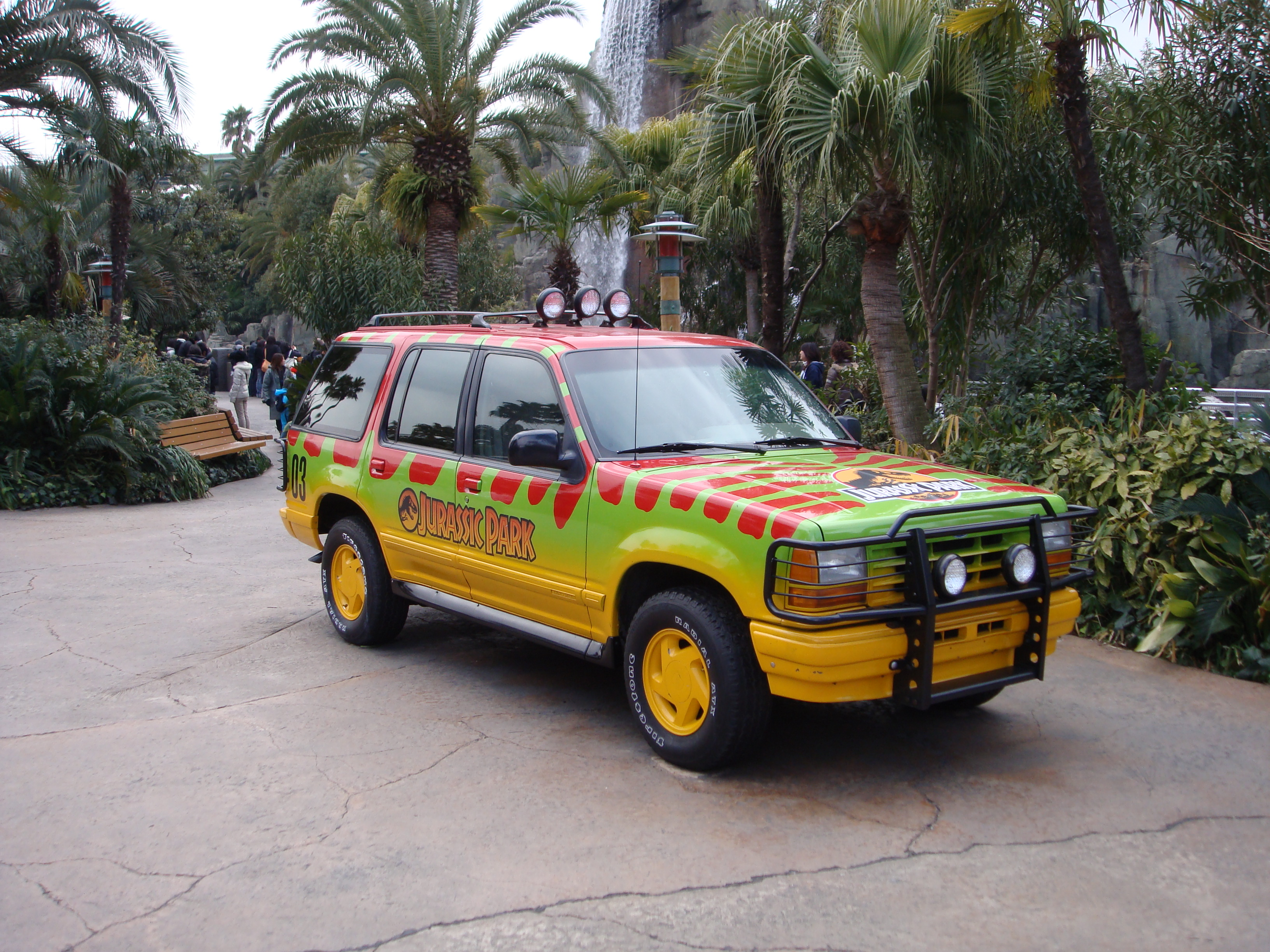
Mô hình chiếc Ford Explorers xuất hiện trong phim đặt tại Universal Studios Japan.

Sau 25 tháng tiền kỳ, phim bắt đầu được bấm máy vào ngày 24 tháng 8 năm 1992 tại đảo Kauaʻi thuộc Hawaii. Trong khi Costa Rica là bối cảnh của câu chuyện thì những mối bận tâm của Spielberg về cơ sở hạ tầng cũng như tính tiếp cận của địa điểm đã khiến ông phải lựa chọn lại một địa điểm mà ông đã từng làm việc trước đây. Quá trình ghi hình kéo dài ba tuần bao gồm nhiều phân cảnh ngoài trời trong khu rừng của Isla Nublar. Ngày 11 tháng 9 năm 1992, Bão Iniki đi qua đảo Kauaʻi khiến đoàn làm phim bị mất một ngày quay. Nhiều cảnh quay bão trong phim đều là những cảnh quay diễn ra dưới cơn bão Iniki này. Lịch ghi hình cho phân cảnh rượt đuổi cùng đàn Gallimimus được chuyển tới khu Kualoa Ranch trên đảo Oahu và một trong những cảnh đầu phim phải được tạo dựng kỹ thuật số từ một cảnh phong cảnh. Cảnh mở đầu phim được quay tại khu vực Haiku trên đảo Maui, với một số phân cảnh bổ sung được thực hiện tại "hòn đảo lãng quên" Niihau. Samuel L. Jackson đúng ra phải quay một cảnh bị giết rất dài, trong đó nhân vật Ray Arnold của anh bị loài raptor rượt đuổi và giết chết, những phân cảnh này đã bị hủy bỏ do sự xuất hiện của Bão Iniki.

### Các loài khủng long trong phim
Mặc dù tựa đề của phim có nhắc tới kỷ Jura, Brachiosaurus và Dilophosaurus là hai loài khủng long duy nhất thực sự sống trong thời kỳ đó; các loài khủng long khác đều chỉ xuất hiện ở kỷ Creta. Điều này được thừa nhận ngay trong bộ phim, trong phân cảnh Tiến sĩ Grant miêu tả sự tàn bạo của loài Velociraptor với một cậu bé, với lời thoại "Hãy tưởng tượng nếu cháu đang sống trong kỷ Creta..."
- Tyrannosaurus (khủng long bạo chúa)
- Velociraptor
- Dilophosaurus
- Brachiosaurus
- Triceratops (khủng long ba sừng)
- Gallimimus
- Parasaurolophus
- Alamosaurus

### Âm nhạc
Nhà soạn nhạc John Williams bắt đầu biên soạn các bản nhạc vào tháng 2 năm 1993, và thực hiện công tác thu âm vào một tháng sau đó. Tương tự như với Close Encounters of the Third Kind, bộ phim của Spielberg mà ông cũng tham gia biên soạn phần nhạc nền, Williams cảm thấy rằng ông cần phải viết nên "những nhạc phẩm có thể truyền tải được cảm giác 'kinh sợ' và mê hoặc" chia đều với "niềm hạnh phúc và thích thú tột độ" mà khán giả có thể có được khi nhìn thấy những loài khủng long sống. Ngoài ra, trong các phân cảnh hồi hộp như cảnh Tyrannosaurus tấn công, phần nhạc chủ đề lại mang âm sắc kinh hãi hơn. Album nhạc phim đầu tiên được phát hành vào ngày 25 tháng 5 năm 1993.
Để kỷ niệm 20 năm ngày công chiếu bộ phim, một phiên bản nhạc phim mới được phát hành trên các phương tiện số vào ngày 9 tháng 4 năm 2013, bao gồm bốn bản nhạc tặng kèm được chọn lọc bởi Williams.